# Uspavanka za Radmilu M.
Uspavanka za Radmilu M. (trad. Ninna nanna per Radmila M.) è il sesto album in studio del gruppo rock jugoslavo Bijelo Dugme, pubblicato nel 1983.

## Tracce
Testi e musiche di Goran Bregović, eccetto dove indicato.
1. Polubauk polukruži poluevropom – 3:57
2. Drugovi i drugarice – 3:33
3. Kosovska – 3:34 (testo: Zija Berisha, Agron Berisha, Shpend Ahmeti)
4. U vrijeme otkazanih letova – 3:40
5. Zašto me ne podnosi tvoj tata – 3:21
6. Ako možeš, zaboravi – 4:58
7. Ovaj ples dame biraju – 5:11
8. Ne plači – 3:54
9. Uspavanka za Radmilu M. – 2:25

## Formazione
- Goran Bregović - chitarra
- Željko Bebek - voce
- Zoran Redžić - basso
- Ipe Ivandić - batteria
- Vlado Pravdić - tastiere